# Александър Камински
Александър Камински (на полски: Aleksander Kamiński) е полски общественик.
Роден е на 28 януари 1903 година във Варшава в семейството на аптекар, като в детството си живее също в Киев, Ростов и Уман. От 1918 година участва активно в Скаутското движение. През 1928 година завършва история във Варшавския университет, работи като учител. Автор е на романи, които трябва да служат и като методически помагала за скаутски инструктори, разработва методологията на скаутите вълчета. През Втората световна война участва в „Армия Крайова“ и е един от идеолозите на паравоенната скаутска организация „Сивите редици“. След войната преподава социална педагогика в Лодзкия университет, като в някои периоди е преследван от комунистическия режим.
Александър Камински умира на 15 март 1978 година във Варшава.